# Rosi Mittermaier
 (juillet 2021).
Si vous disposez d'ouvrages ou d'articles de référence ou si vous connaissez des sites web de qualité traitant du thème abordé ici, merci de compléter l'article en donnant les références utiles à sa vérifiabilité et en les liant à la section « Notes et références ».
Rosi Mittermaier, née le 5 août 1950 à Reit im Winkl et morte le 4 janvier 2023 à Garmisch-Partenkirchen, est une skieuse alpine allemande.

## Biographie
Lors des Jeux olympiques de 1976, Rosi Mittermaier remporte deux médailles d'or en descente et en slalom et une médaille d'argent en géant. Elle ne fut devancée, dans cette épreuve, que de 12 centièmes par la Canadienne Kathy Kreiner et manque ainsi de peu un Grand Chelem historique, qui aurait fait d'elle l'égale de Toni Sailer et Jean-Claude Killy. Elle remporta également le titre mondial du combiné.
L'année 1976 est celle de tous les succès. Outre ces succès olympiques, elle s'impose au classement général de la coupe du monde et décroche les globes de cristal en slalom et en combiné.

### Famille
Rosi Mittermaier est la mère du skieur alpin allemand Felix Neureuther et l'épouse du skieur allemand Christian Neureuther.

## Palmarès

### Jeux olympiques
| Édition / Épreuve | Descente | Slalom géant | Slalom       |
| ----------------- | -------- | ------------ | ------------ |
| JO 1968 Grenoble  | 25e      | 20e          | Disqualifiée |
| JO 1972 Sapporo   | 6e       | 12e          | 17e          |
| JO 1976 Innsbruck | Or       | Argent       | Or           |

### Championnats du monde
| Épreuve / Édition          | Descente | Slalom géant | Slalom       | Combiné |
| JO 1968 Grenoble           | 25e      | 20e          | Disqualifiée | —       |
| Mondiaux 1970 Val Gardena  | 20e      | 7e           | 14e          | 5e      |
| JO 1972 Sapporo            | 6e       | 12e          | 17e          | 8e      |
| Mondiaux 1974 Saint-Moritz | 14e      | Abandon      | 6e           | Abandon |
| JO 1976 Innsbruck          | Or       | Argent       | Or           | Or      |

### Coupe du monde
- Vainqueur du classement général en 1976
  - Vainqueur de la coupe du monde de slalom en 1976
  - Vainqueur de la coupe du monde de combiné en 1976
  - 10 victoires : 1 géant, 8 slaloms et 1 combiné
  - 41 podiums

#### Saison par saison
- Coupe du monde 1967 :
  - Classement général : 27e
- Coupe du monde 1968 :
  - Classement général : 14e
- Coupe du monde 1969 :
  - Classement général : 7e
    - 1 victoire en slalom : Schruns
- Coupe du monde 1970 :
  - Classement général : 12e
    - 1 victoire en slalom : Voss
- Coupe du monde 1971 :
  - Classement général : 14e
- Coupe du monde 1972 :
  - Classement général : 6e
- Coupe du monde 1973 :
  - Classement général : 4e
    - 1 victoire en slalom : Schruns
- Coupe du monde 1974 :
  - Classement général : 7e
    - 2 victoires en slalom : Abetone et Vysoke Tatry
- Coupe du monde 1975 :
  - Classement général : 3e
    - 1 victoire en slalom : Cortina d’Ampezzo
- Coupe du monde 1976 :
  - Classement général : 1re
    - Vainqueur de la coupe du monde de slalom
    - Vainqueur de la coupe du monde de combiné
    - 1 victoire en géant : Copper Mountain
    - 2 victoires en slalom : Bad Gastein et Copper Mountain
    - 1 victoire en combiné : Cortina d’Ampezzo

### Arlberg-Kandahar
- Meilleur résultat : 2e place dans le slalom 1971-72 à Sestrières et 1973 à Chamonix.